# Парадайз Вали (Аризона)
Вижте пояснителната страница за други значения на Парадайз Вали.
Парадайз Вали (на английски: Paradise Valley) е град в окръг Марикопа, щата Аризона, САЩ. Парадайз Вали е с население от 14 921 жители (2007) и обща площ от 40,1 km². Намира се на 409 m надморска височина. ZIP кодът му е 85253, а телефонният му код е 480, 602.